# مومنایی

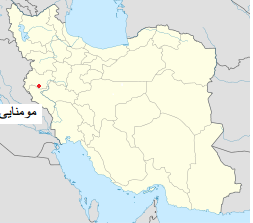
موقعیت جغرافیایی روستایی مومنایی

روستای مومنایی، روستایی از توابع بخش حمیل شهرستان اسلام‌آباد غرب در استان کرمانشاه ایران است.

## جمعیت
این روستا در دهستان منصوری قرار دارد و براساس سرشماری مرکز آمار ایران در سال ۱۳۸۵، جمعیت آن ۴۰۲ نفر (۹۱خانوار) بوده‌است. این روستا تقریباً در جنوب استان کرمانشاه با فاصله ۱۰۰کیلومتری از مرکز استان و فاصله ۴۵ کیلومتری از شهرستان اسلام‌آباد غرب قرار دارد و فاصلهٔ این روستا از استان ایلام۳۰ کیلومتر و از شهر ایلام ۷۰ کیلومتر می‌باشد شغل اصلی مردم کشاورزی و دامداری می‌باشد، این روستا با دارا بودن منابع طبیعی از قبیل کوه‌های پوشیده از درخت بلوط و سایر درختهای خاص غرب کشور و نیز رودخانه‌ای درغرب آن از پتانسیل خاصی برای دامداری برخوردار است. این روستا دارای یک خانه بهداشت و یک شعبه پخش نفت و گازوئیل و یک دبستان دو کلاسه (مطهری) است؛ و اخیراً نیز ساخت مسجد این روستا شروع شده‌است. دین مردم اسلام و دارای مذهب شیعه هستند. مردم هرساله با شور و شوق خاصی مراسم دههٔ اول محرم را شروع می‌کنند که در آن با خواندن نوحه‌های محلی، توسط مدحان روستا به همراه دسته‌های زنجیر زنی در طول روستا به عزاداری می‌پردازند، در روز دهم محرم دسته عزاداری روستا برای برگزاری هرچه با شکوه تر این روز به طبق رسم همیشگی به همراه سایر روستاهای اطراف به سمت امامزاده حسن که به فاصلهٔ سه کیلومتری از روستا قرار دارد حرکت می‌کنند تا ضمن نشان دادن همبستگی مذهبی خود، بر سر قبر اموات خود حاضر و با فاتحه و قرآن خواندن یادی از آن‌ها کنند.
جادهٔ روستا حدود سال ۱۳۸۸آسفالت شد هرچند که کارهای زیرسازی و نقشه‌کشی اولیهٔ آن در سال ۱۳۷۷ شروع شده بوداما به دلیل بی‌توجهی مسئولین یا کمبود بودجه آسفالت کردن آن تا سال۱۳۸۸ به تعویق افتاد.
بچه‌های روستا تا کلاس پنجم ابتدایی مشغول به تحصیل می‌شوند و از آن به بعد برای ادامهٔ تحصیل یا باید به روستای باریکه نظام یا به اسلام‌آباد بروند.